# مودري كامن
مودري كامن (بالإنجليزية: Modrý Kameň)‏ هي بلدة و municipality of Slovakia تقع في سلوفاكيا في Veľký Krtíš District.[بحاجة لمصدر] يقدر عدد سكانها بـ 1,457 نسمة .